# Adam Ier de Lantwyck
Pour les articles homonymes, voir Lantwyck et Adam Ier.
Monsigneur Adam Ier de Thunnen/Horst/Lantwyck, sire de Lantwyck et de Horst, est le père du chevalier Jean de Lantwyck, qui épousa le 27 mars 1292, Marguerite de Brabant dite de Tervueren, fille naturelle légitimée du duc Jean Ier de Brabant.

## Armes
d'argent à trois fleurs de lis au pied coupé de gueules (Rode), au franc-quartier d'or a trois pals de gueules (Berthout, seigneurs de Malines).